# Ferrata Schuster

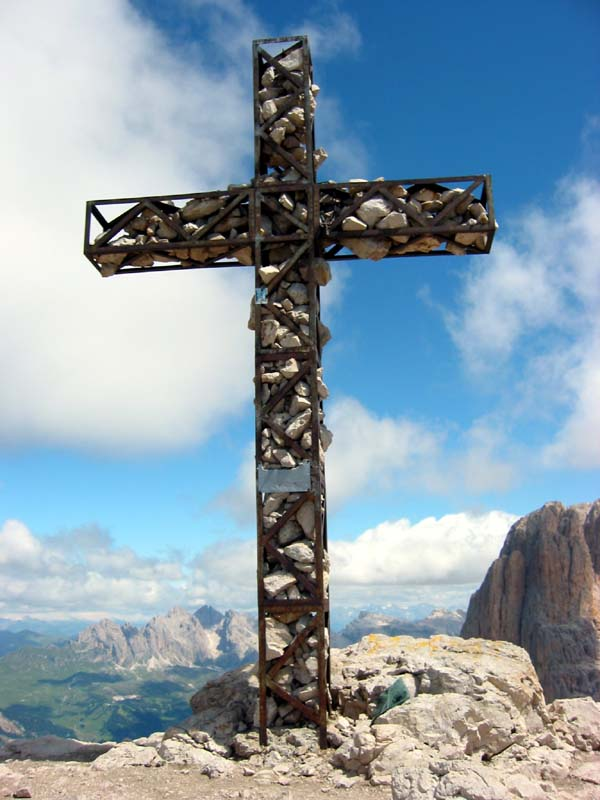
La croce sulla cime del Sassopiatto, punto d'arrivo della ferrata

La ferrata Oskar Schuster (in tedesco Oskar-Schuster-Steig) è una via ferrata poco difficile che sale fino alla cima del Sassopiatto, ed è raggiungibile dal Passo Sella. La via è intitolata al noto alpinista Oskar Schuster (1873-1917) che l'aveva disegnata nel 1895.
La ferrata, chiusa nel 2009 per rischio caduta massi, dovuta anche alle temperature elevate che attaccano il permafrost che allaccia le rocce tra di loro, in seguito è stata rimessa in sicurezza e sono state aggiunte nuove attrezzature per rendere la salita più sicura e agevole.

## Descrizione
Dal rifugio Passo Sella (2.183 m s.l.m.) si prende la cabinovia, fino alla forcella del Sassolungo (Langkofel) e al rifugio Toni Demetz (2.679 m).
Si procede seguendo il sentiero n. 525 in discesa lungo il Vallone del Sassolungo fino al rifugio Vicenza (2.252 m). Fin qui all'incirca 45 minuti.
Dal rifugio Vicenza si sale attraverso il Vallone del Sassopiatto (Plattkofelscharte) all'inizio della via ferrata. 
Seguendo il segnavia attraverso il lato nord del Sassopiatto, lungo strette cenge e detriti, si arriva con ulteriori 2 ore e mezza fino alla vetta del Sassopiatto (2.958 m).
Notare che la cima raggiunta con la ferrata è solamente la cima turistica, infatti, la vetta vera e propria è di poco più alta (2.969) e si raggiunge in breve per una traccia di sentiero verso sinistra (sguardo rivolto all'Alpe di Siusi).
La facile discesa che segue conduce in 1 ora al rifugio Sassopiatto dove si può imboccare il sentiero Federico Augusto (n. 557) che in circa 2 ore ritorna al Passo Sella incrociando il rifugio Sandro Pertini e il rifugio Friedrich August.
In alternativa, si può salire dall'Alpe di Siusi.
Si parte da Saltria, con la seggiovia Florian oppure per il sentiero. Dal rifugio posto alla stazione a monte della seggiovia, si seguono le indicazioni per il rifugio Vicenza, fino a giungerci. Da qui come citato sopra.

## Caratteristiche
- Difficoltà: via ferrata di media difficoltà.
- Dislivello: circa 800 m.
- Periodo consigliato: metà luglio - metà settembre.

## Rifugi
- Rifugio Toni Demetz
- Rifugio Vicenza
- Rifugio Sassopiatto
- Rifugio Sandro Pertini
- Rifugio Friedrich August